# Melasina vadonella
Melasina vadonella är en fjärilsart som beskrevs av Pierre E.L. Viette 1955. Melasina vadonella ingår i släktet Melasina och familjen säckspinnare. Inga underarter finns listade i Catalogue of Life.